# تبويش
التبويش (بالإنجليزية: Sizing)‏ هي إحدى عمليات التجهيز في صناعة الورق وصناعة النسيج تضاف فيها مواد خاصة لزيادة متانة الورق أو النسيج وخصوصًا مقاومة الاهتراء وتعديل خواص امتصاص الرطوبة.

## أنواع البوش
- مواد تبویش من مواد طبیعیة:

1. النشا ومشتقاته، منتجات النشا المعدل كيميائيًا.
2. مشتقات السلیولوز: كربوكسي ميثيل السليولوز CMC، ميثيل السليولوز، أوكسي إیثیل السليولوز
3. مواد تبویش بروتینیة المصدر: غراء، جيلاتين، الألبومين

- مواد تبویش اصطناعیة:

1. متعدد الأكریلات
2. متعدد الإستر معدل
3. كحول متعدد الفاينيل
4. مكثور مشترك من الستیرول / حمض الماليك.

## تبويشالخيوط

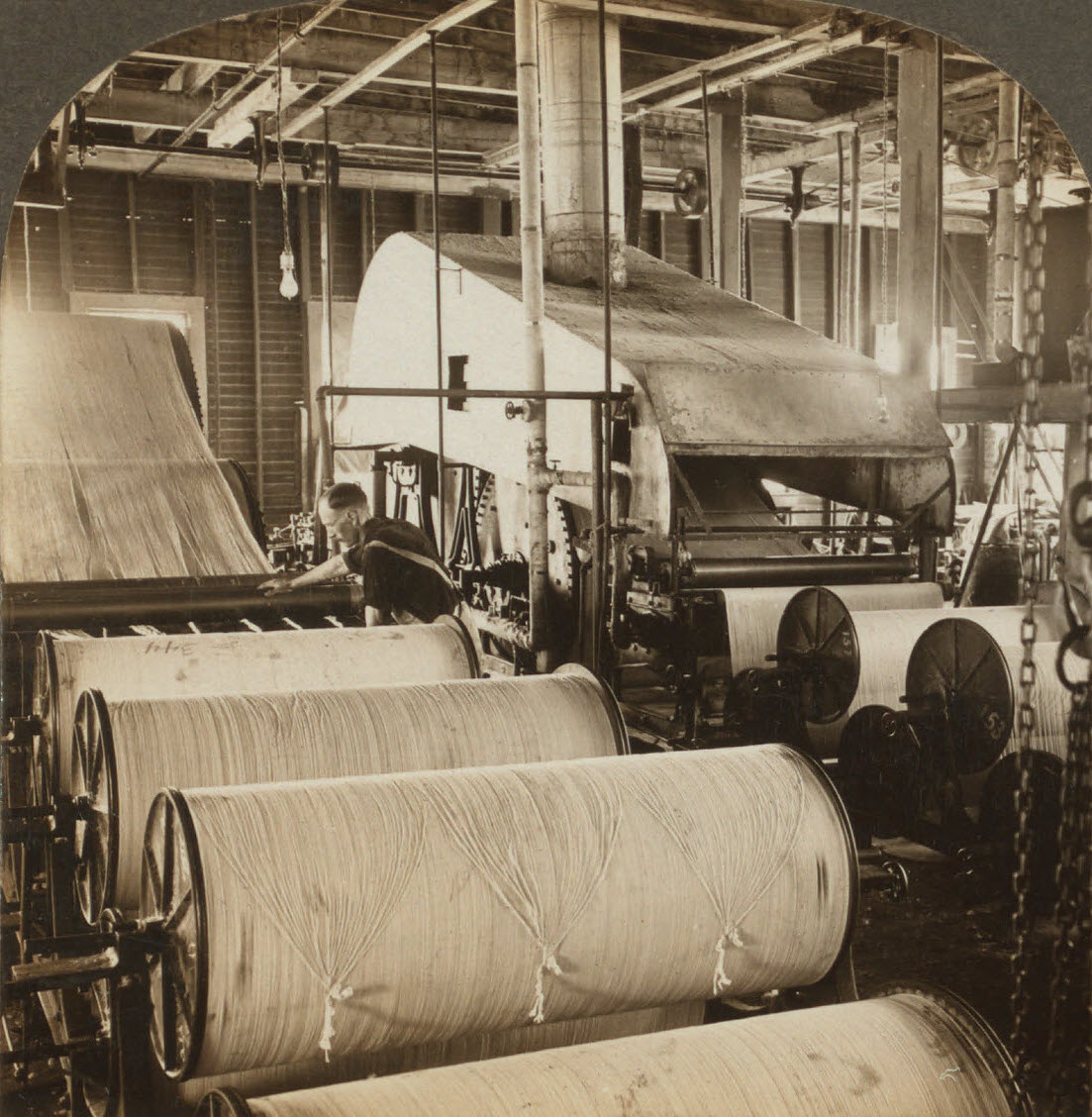
تبويش خيوط السدى

تبويش خيوط السدى أمر أساسي لتقليل انقطاع الخيط أثناء تشكيل القماش باستخدام المنسج. فخيوط السدى تتعرض إلى عدة عوامل مثل الإجهادات الدورية بين شد ورخي أثناء تشكيل النفس في المنسج، إضافة إلى الثني والسحج من الأجزاء المختلفة من المنسج والاحتكاك الداخلي بين الخيوط.
ترفع عملية التبويش من متانة الخيط وتقلل من تشعره، ويرتبط مقدار التحسن في الخواص على قوى الالتصاق بين الألياف والبوش ومقدار اختراق البوش داخل بنية الخيط ومقدار تغليف الخيط بالبوش.
توجد عدة أنواع من المكثورات المنحلة في الماء تستخدم في التبويش تسمى البوش مثل النشا، وكحول عديد الفاينيل PVA، وميثيل السيلولوز الكربوكسيلي CMC والأكريلات. ويضاف الشمع أيضًا لتخفيض سحج خيوط السدى.
تطبق العملية عادة على خيوط القطن والكتان ومتعدد الإستر. وتستخدم في العملية آلة تبويش للسدى. وبعد انتهاء عملية النسج يزال البوش (عملية إزالة البوش) قبل الصباغة أو الطباعة، لأن النشا المكون الأساسي في وصفة البوش شره للأصبغة ببنيته اللابلورية ويحول بين وصول الأصبغة إلى ألياف النسيج.
تتضمن عملية تبويش الخيوط ثلاث مراحل:
1. اختيار وتحضير حوض البوش المناسب (طبخ البوش).
2. إشباع الخيوط بمحلول البوش باستخدام الفولار.
3. تثبيت مؤقت للبوش على الخيط. ويكون الثبيت مؤقتًا لأنه يزال لاحقًا في عمليات التحضير للصباغة أو الطباعة.

## اقرأ أيضًا
- تسدية